# Friedrich Lüthi
Friedrich Lüthi (ur. 19 grudnia 1850, zm. 16 marca 1913 w Genewie) – szwajcarski strzelec, mistrz olimpijski, medalista mistrzostw świata.

## Wyniki
Wystąpił tylko na jednych igrzyskach olimpijskich (w Paryżu w 1900 roku). Sklasyfikowany został w dwóch konkurencjach, w jednej z nich zdobywając złoty medal. Zwyciężył w strzelaniu z pistoletu dowolnego z odl. 50 metrów drużynowo.
Szwajcar zdobył w swojej karierze trzy medale mistrzostw świata, wszystkie w konkurencjach drużynowych. Był medalistą pierwszych w historii mistrzostw świata w strzelectwie.

### Wyniki olimpijskie
| Igrzyska | Konkurencja                       | Wynik                                   | Miejsce    | Źródło |
| -------- | --------------------------------- | --------------------------------------- | ---------- | ------ |
| IO 1900  | Pistolet dowolny, 50 m            | 435 punktów                             | 7T (na 20) | [ 3 ]  |
| IO 1900  | Pistolet dowolny, 50 m, drużynowo | 2271 punktów (druż), 435 punktów (ind.) | 1 (na 4)   | [ 4 ]  |

### Medale mistrzostw świata
Opracowano na podstawie materiału źródłowego:
| Mistrzostwa | Konkurencja                                     | Wynik                                   | Miejsce |
| ----------- | ----------------------------------------------- | --------------------------------------- | ------- |
| Lyon 1897   | Karabin dowolny, trzy pozycje, 300 m, drużynowo | 2310? punktów (drużynowo)               | 1       |
| Turyn 1898  | Karabin dowolny, trzy pozycje, 300 m, drużynowo | 4216 punktów                            | 3       |
| Paryż 1900  | Pistolet dowolny, 50 m, drużynowo               | 2271 punktów (druż.), 432 punkty (ind.) | 1       |